# Afro
För andra betydelser, se Afro (olika betydelser).

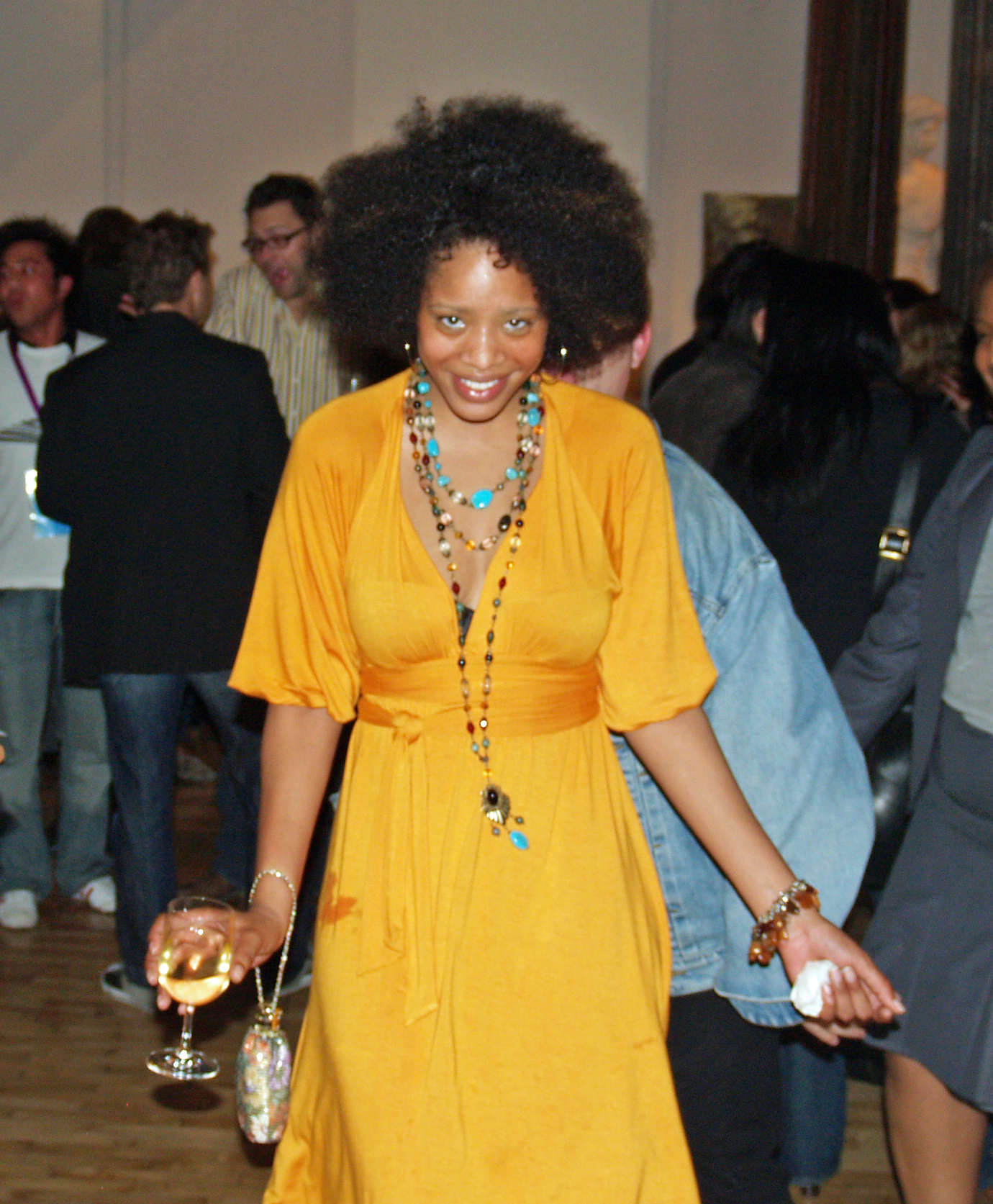
En kvinna med afro.

Ett afro är en sorts hårfrisyr. Afrons största kännetecken är dess stora volym. Formen kan vara mycket varierande, och exempelvis kan den se ut som en boll eller en fyrkant. 
Vem som helst kan inte ha ett afro. De flesta med frisyren har självkrulligt hår, vilket ger dem en viss fördel. Ibland kan håret vara svårt att kamma ut, men till dessa afron finns speciella "afrokammar" som underlättar utkammandet.